# Teinostoma carbonnieri
Teinostoma carbonnieri is een slakkensoort uit de familie van de Tornidae. De wetenschappelijke naam van de soort is voor het eerst geldig gepubliceerd in 1881 door Jousseaume.